# Juri Wassiljewitsch Bondarew

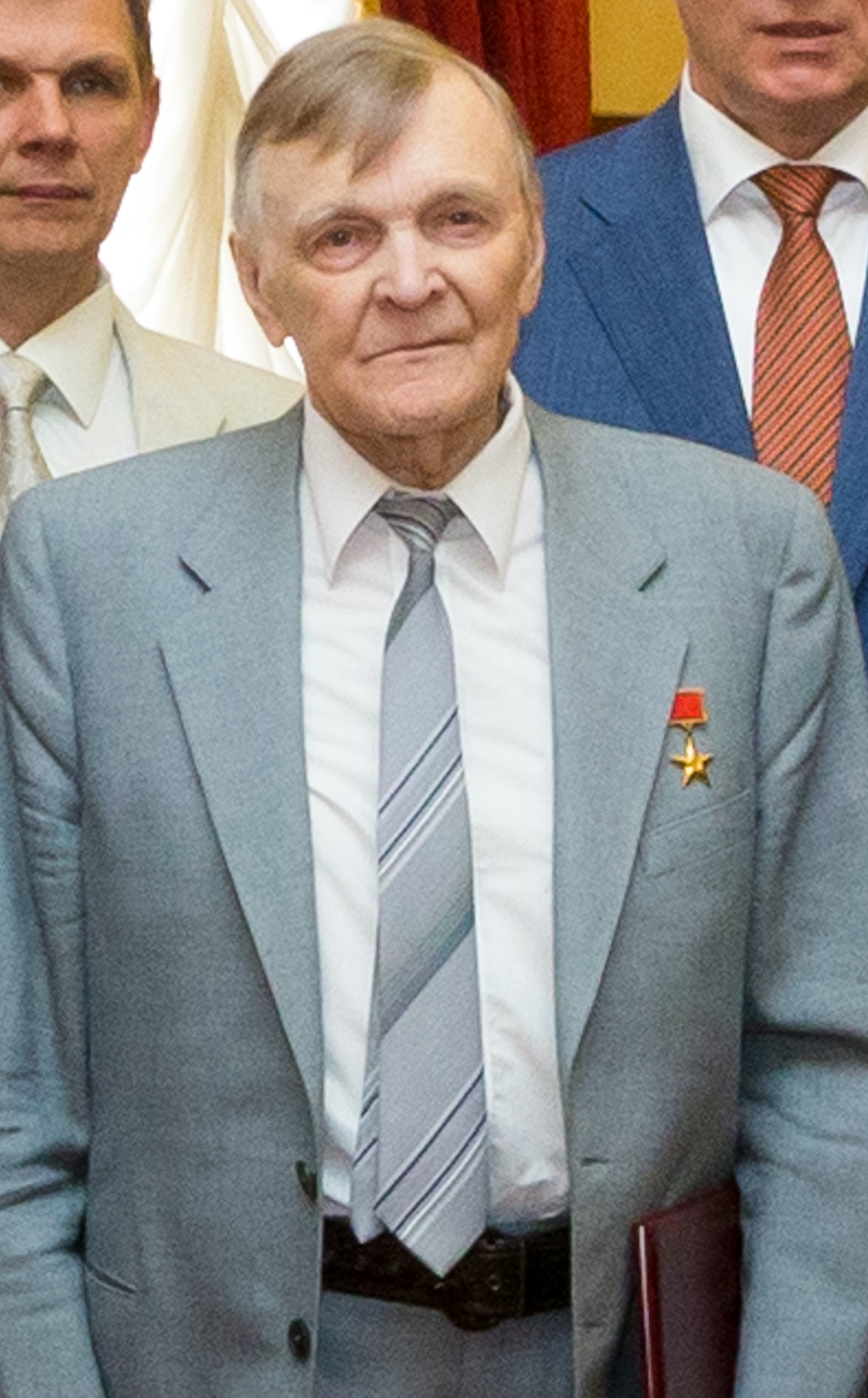
Juri Wassiljewitsch Bondarew (2014)

Juri Wassiljewitsch Bondarew (russisch Юрий Васильевич Бондарев; * 15. März 1924 in Orsk; † 29. März 2020 in Moskau) war ein sowjetischer bzw. russischer Schriftsteller.

## Werdegang
Bondarew nahm am Deutsch-Sowjetischen Krieg teil. Ab 1944 war er Mitglied der Kommunistischen Partei (damals WKP (B)) und absolvierte 1951 ein Studium am Maxim-Gorki-Literaturinstitut.
Im Mittelpunkt seiner Werke standen gewöhnlich ethische Fragen. Sein erster Band mit Erzählungen На большой реке („Am großen Fluss“)  wurde 1953 veröffentlicht. Sein Roman Die Bataillone bitten um Feuer (Батальоны просят огня, 1957) wurde 1985 als Fernsehserie adaptiert, der Roman Die letzten Salven (Последние залпы, 1959) wurde 1961 für das Kino verfilmt. Auch am Drehbuch des fünfteiligen Kino-Epos Befreiung war er beteiligt.
Am 31. August 1973 erschien in der Parteizeitung Prawda ein von Bondarew mitunterzeichneter offener Brief einer Gruppe bekannter sowjetischer Schriftsteller, der die „antisowjetischen Handlungen und das Auftreten Alexander Solschenizyns und Andrei Sacharows“ kritisierte.
Bondarew war von 1984 bis 1989 Mitglied des Obersten Sowjets der UdSSR. In den 1990er Jahren gehörte er zur kommunistisch-nationalistischen Opposition gegen Boris Jelzins Reformen und unterzeichnete u. a. Ein Wort an das Volk, ein Manifest, das sich gegen die Perestroika wandte. Er verglich öffentlich die Politik der Perestroika der UdSSR mit einem „Flugzeug, das fliegt, ohne zu wissen wohin“. 1994 lehnte er es ab, den Orden der Völkerfreundschaft anlässlich seines 70. Geburtstages von Präsident Boris Jelzin anzunehmen.
Bondarew starb im Frühjahr 2020 zwei Wochen nach seinem 96. Geburtstag in Moskau.

## Auszeichnungen
- Tapferkeitsmedaille[4] (1943, 1944)
- Ehrenzeichen der Sowjetunion (1967)
- Leninorden (1971, 1984)
- Leninpreis (1972)
- Orden des Roten Banners der Arbeit (1974)
- Staatspreis der UdSSR (1977, 1983)
- Orden der Oktoberrevolution (1981)
- Held der sozialistischen Arbeit (1984)
- Orden des Vaterländischen Krieges I. Klasse (1985)[4]

## Bibliografie
- «Юность командиров» [Die Jugend der Kommandeure] (1956)
- «Батальоны просят огня» (1957)
- «Последние залпы» (1959)
- «Тишина» [Stille] (1962, verfilmt 1964)
- «Двое» (Fortsetzung des Romans «Тишина»; 1964)
- «Родственники» (1969)
- «Горячий снег» [Heißer Schnee] (1969)
- «Берег» (1975)
- «Выбор» (1980)
- «Игра» (1985)
- «Искушение» (1991)
- «Непротивление» (1996)
- «Бермудский треугольник» (1999)
- «Без милосердия» (2004)

## Deutsche Übersetzungen
- 1962: Vergiss, wer du bist. Roman, übersetzt von Josef Hahn («Тишина»)
- 1965: Die Zwei. Roman, übersetzt von Josef Hahn («Двое»)
- 1966: Die letzten Salven. Roman, übersetzt von Helmut Liebknecht («Последние залпы»)
- 1971: Heißer Schnee. Roman, übersetzt von Juri Elperin («Горячий снег»)
- 1977: Das Ufer. Roman, übersetzt von Juri Elperin («Берег»)
- 1983: Die Wahl. Roman, übersetzt von Waltraud und Wolfram Schroeder («Выбор»)
- 1989: Die Bataillone bitten um Feuer. Roman, übersetzt von Dieter Pommerenke («Батальоны просят огня»)